# Arturo Sosa
Arturo Marcelino Sosa Abascal S.J. (Caracas (Venezuela), 12 november 1948) is een rooms-katholiek priester en politicoloog. Sosa is sinds 2016 generaal-overste van de Sociëteit van Jezus.
Arturo Sosa liep school in het college van San Ignacio in Caracas. Hij trad in 1966 toe tot de religieuze orde van de jezuïeten en studeerde theologie aan de Pauselijke Universiteit Gregoriana in Rome. In 1972 behaalde hij een graad in filosofie aan de Universidad Católica Andrés Bello in Caracas. Op 30 juli 1977 werd hij tot priester gewijd. In 1990 rondde hij zijn studie politicologie af aan de Universidad Central de Venezuela. Hij schreef enkele boeken over de Venezolaanse geschiedenis en politiek en hij was van 1976 tot 1996 hoofdredacteur van het tijdschrift Revista SIC over katholieke sociale ethiek en politiek.
Van 1996 tot 2004 was hij provinciaal der jezuïeten in Caracas. van 2004 tot 2014 was hij rector van de jezuïetenuniversiteit in Táchira. In 2008 werd hij door de nieuwe generaal-overste Adolfo Nicolás benoemd tot een van zijn adviseurs. Van 2014 tot 2016 was hij afgevaardigde van de jezuïeten in Rome als delegaat voor de zaken die direct onder gezag van de generaal-overste vallen. Op 14 oktober 2016 werd hij verkozen tot generaal-overste van de jezuïeten.